# Cumuliformis
Cumuliformis (Cuf.) – szczególna forma kształtu pewnych chmur, których górne części zaokrąglają się jak wierzchołki chmur Cumulus. Można to obserwować na wszystkich wysokościach, od chmur Cirrus do chmur Stratus.